# Amira

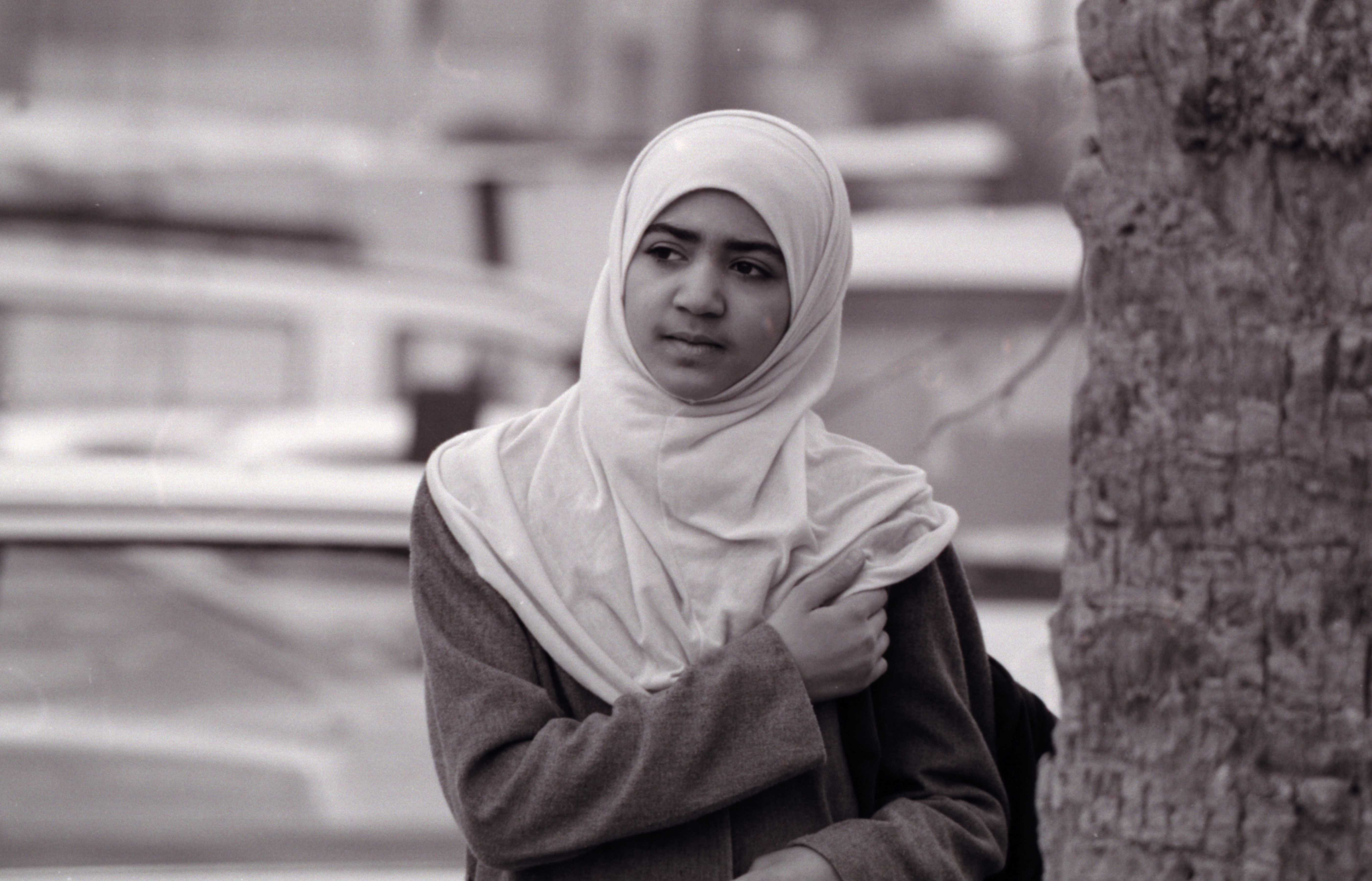

Una amira és un vel o mocador de dues peces que cobreix els cabells i el coll. Una peça és elàstica, o en tot cas arrapada al cap, com una diadema ampla de teixit; mentre que la segona en realitat és un hijab.